# Bibliothèque municipale Alphonse-Chassant

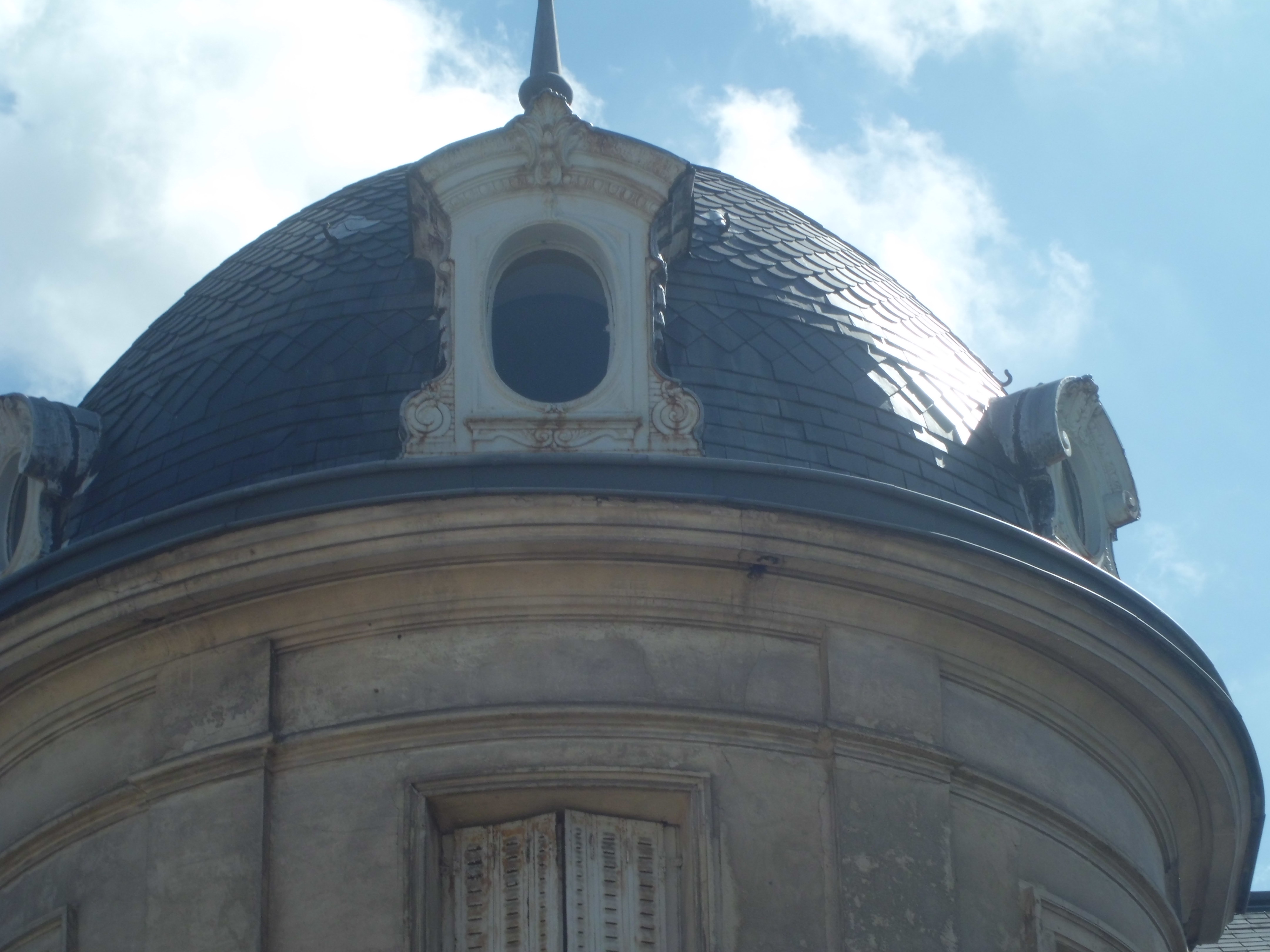
Dôme du pavillon fleurie Évreux en Ardoise réalisé en 1867.

La bibliothèque municipale Alphonse-Chassant, aussi appelé Le Pavillon fleuri, est une ancienne bibliothèque municipale située à Évreux, en activité entre 1932 et 1995. Elle fut un temps, à partir de 1873, archive municipale d’Évreux avant qu'elle déménage en 2008 au centre Saint-Louis, dans l'ancien hôpital.

## Localisation
La bibliothèque est située à Évreux en Normandie, dans la rue de l'horloge. C'est un bâtiment néoclassique avec ses volutes, balustrades et escaliers en colimaçon typique du second Empire français datant de 1867.

## Histoire
Le dernier étage du bâtiment fut occupée par Anne et Marcel Baudot respectivement conservatrice des bibliothèques d’Évreux et archiviste des archives municipales et départementales d’Évreux. Ces derniers furent, pendant la Seconde Guerre mondiale, des résistants gaullistes s’appuyant sur un réseau local d'informateurs issus du monde des cheminots et de la culture. La revue Études normandes  leur a rendu hommage en 1982.